# Крокко, Гаэтано Артуро
Гаэта́но Арту́ро Кро́кко (26 октября 1877, Неаполь — 19 января 1968, Рим) — итальянский учёный-механик; пионер воздухоплавания, основоположник итальянского общества «Rocket».

## Биография
Родился в семье инженера. Детство и юность прошли на родине матери — в Палермо. Окончил гимназию и Университет Палермо, прошёл курс математики и физики. В 1897 году продолжил своё обучение в артиллерийской и инженерной школе в Турине, в 1900 году выпущен в звании лейтенанта инженерных войск. В 1902 году получил направление в университет Льежа в Бельгии, где повысил свой образовательный уровень. От предложения поступить на работу в компанию «Вестингауз» он отказался и вернулся в Италию.
До 1905 года написал двенадцать научных работ по аэродинамике. С механиком Оттавио Рикальдони в 1907 году построил дирижабль, на котором в следующем году совершил полеты на озере Браччано и в Рим. За этим последовали более чем на 30 дирижаблей, из которых большая часть была использована в Первой мировой войне. Во время войны разработал специальный взрыватель для артиллерийских и зенитных орудий и вместе с Алессандро Гуидони создал первый гироскопический прибор для бомбы.
В 1908 году основал Аэродинамический институт, который позже стал итальянским Центром развития авиационной техники. К 1914 году Крокко были построены три аэродинамических трубы, одна из которых позволяла разгонять поток до скоростей до 200 км/ч. В 1920 году ушёл в отставку с действительной военной службы в звании полковника и занял пост Генерального директора и начальника отдела в Министерстве промышленности.
В 1926 году стал профессором авиационной техники в университете Рима. В 1928 году возглавил технический отдел вновь созданного министерства авиации. В следующем годустал профессором университета в Риме, на кафедре технологии авиации общего назначения. Занимался разработкой твердотопливных ракет, в 1929 году спроектировал и построил первый в Италии жидкостный ракетный двигатель. Одним из первых начал (1932 год) работу с однокомпонентными топливами (горючее и окислитель объединены в одну химическую жидкость). В 1936 году был открыт центр развития авиационной техники в Гуидонии, названный в честь разбившегося там пионера авиации Алессандро Гуидони. С 1936 по 1945 и с 1948 по 1952 года был деканом факультета аэрокосмической инженерии в Университете Рима. В последние годы в университете работал в основном в области астрономии и ракетной тематики. Он сменил Луиджи Брольо.
Глава школы аэронавтики Римского университета, выполнил исследования по механике высотного полета и конструкции летательных аппаратов. Запущенные в начале 1960-х годов итальянские спутники (по программе совместных работ NASA и Итальянской космической комиссии на американских ракетах-носителях), использовали его результаты.
Крокко зарегистрировал в общей сложности более 50 патентов и опубликовал около 200 научных работ. Он был членом Национальной академии деи Линчеи и многих других академий наук в Италии и за рубежом. В 1951 году он основал итальянское ракетное общество. Крокко занесен в Международный зал космической славы в Аламогордо, Нью-Мексико. Астероид (10606) и кратер на Луне названы в его честь.
Был женат на баронессе Бике Пати-дель-Пирено, в браке имел семерых детей, в том числе Луиджи Крокко, инженера по авиа- и аэрокосмической технике, профессора в Риме и Принстоне.